# Oriane Bertone
Oriane Bertone (Niza, 10 de marzo de 2005) es una deportista francesa que compite en escalada.
Ganó una medalla de plata en el Campeonato Mundial de Escalada de 2023 y una medalla de bronce en el Campeonato Europeo de Escalada de 2022, ambas en la prueba de bloques.
Participó en los Juegos Olímpicos de París 2024, ocupando el octavo lugar en la prueba combinada.

## Palmarés internacional
| Campeonato Mundial | Campeonato Mundial | Campeonato Mundial | Campeonato Mundial |
| Año                | Lugar              | Medalla            | Prueba             |
| ------------------ | ------------------ | ------------------ | ------------------ |
| 2023               | Berna (Suiza)      | Medalla de plata   | Bloques            |
| Campeonato Europeo |                    |                    |                    |
| Año                | Lugar              | Medalla            | Prueba             |
| 2022               | Múnich (Alemania)  | Medalla de bronce  | Bloques            |